# تياغو (لاعب كرة قدم)
تياغو هو لاعب كرة قدم برازيلي، ولد في 26 يونيو 2001. لعب مع نادي كروزيرو.

## وصلات خارجية
- تياغو على موقع الاتحاد الأوربي (الإنجليزية)
- تياغو على موقع قاعدة بيانات كرة القدم.إي يو (الإنجليزية)
- تياغو على موقع Soccerway.com (الإنجليزية)